# 1653
Évszázadok: 16. század – 17. század – 18. század
Évtizedek: 1600-as évek – 1610-es évek – 1620-as évek – 1630-as évek – 1640-es évek – 1650-es évek – 1660-as évek – 1670-es évek – 1680-as évek – 1690-es évek – 1700-as évek
Évek: 1648 – 1649 – 1650 – 1651 –  1652 – 1653 – 1654 – 1655 – 1656 – 1657 – 1658

## Események

### Határozott dátumú események
- április 20. – Oliver Cromwell szétkergeti a parlamentet.[1]
- május 31. – X. Ince pápa Cum occasione című bullájában elítéli Cornelius Jansen püspöknek a kegyelem természetéről szóló öt tételét.[2]
- július 4. Összeül az Oliver Cromwell által kinevezett, úgynevezett „kis parlament.”[3]
- december 16. – Oliver Cromwell Anglia, Skócia és Írország Lord protectora lesz.

### Határozatlan dátumú események
- az év folyamán –
  - Nádasdy Ferenc magyar történeti tárgyú freskókkal díszítteti Sárvári várát.[4]
  - Nagyarányú Duna-szabályozás kezdődik Győr és Pozsony között.[4]
  - Nagyváradon megjelenik az erdélyi törvények gyűjteménye, az Approbatae Constitutiones Regni Transylvaniae.[5]
  - Kara Murád budai pasát nevezik ki kapudán pasává.[6]

## Az év témái

### 1653 az irodalomban
- Utrechtben megírja Apáczai Csere János a Magyar encyclopaedia című művét.[4]

## Születések
- február 17. – Arcangelo Corelli itáliai zeneszerző, hegedűművész († 1713)
- szeptember 1. – Johann Pachelbel, német zeneszerző, orgonista († 1706)

## Halálozások
- január 16. – John Digby, angol diplomata, mérsékelt rojalista politikus (* 1580)
- május 26. – Robert Filmer, angol író, politikai teoretikus (* 1588)
- július 10. – Gabriel Naudé, francia tudós, Mazarin bíboros könyvtárosa (* 1600)
- augusztus 10. – Maarten Tromp, a holland tengerészet admirálisa (* 1598)
- október 3. – Marcus Zuerius van Boxhorn, holland nyelvész, az indoeurópai nyelvek hasonlóságának felfedezője (* 1612)